# 愛知建連技能専門校
愛知建連技能専門校（あいちけんれんぎのうせんもんこう）は、愛知県建設組合連合を母体とする職業訓練法人愛知県建設職業訓練協議会が運営する認定職業訓練による職業能力開発校。建設技能者の育成を目的とする。

## 沿革
- 昭和35年 - 愛知県知事の認定を受けて開設
- 平成19年 - 愛知県下の4つの建設高等訓練校を統合し現在の施設名になる。碧南市ものづくりセンターにて職業訓練事業を実施。

## 概要
本施設の事業内容は、認定職業訓練事業、訓練受託事業、訓練生支援事業、労働安全衛生教育、資格取得対策事業、ものづくり推進事業および技能者育成・認定職業訓練事業である。入校資格は年齢30歳程度で学歴不問としているが、該当訓練科の職業訓練指導員が在籍する事業所に勤務している者であり、事業主が愛知県建設職業訓練協議会の会員である必要がある。訓練費用は、教材費、入校金等のほかに協会費や事業主負担金が必要となる。

## 訓練内容
各訓練科の訓練日数は、原則月3、4回で主に土曜日の昼間に実施される。本施設内で専門的な学科や基本的な実技を学び、勤務先の事業所で事業所内の職業訓練指導員のもとで応用的実技を学ぶ。
普通職業訓練普通課程であるため、職業訓練指導員試験や技能照査合格による技能検定試験の一部免除等の他に、木造建築科修了者は木造建築士及び二級建築士の受験に必要な実務経験が短縮される。
以下の4訓練科がある。
- 建築施工系　木造建築科（訓練期間：3年間）
- 園芸サービス系　造園科（訓練期間：3年間）
- 建築外装系　建築板金科（訓練期間：2年間）
- 建築仕上げ系　左官・タイル施工科 （訓練期間：2年間）

## 所在地
- 愛知県碧南市汐田町一丁目　碧南市ものづくりセンター内